# Robert Dufour
Pour les articles homonymes, voir Dufour.
Robert Dufour, né le 16 août 1901 à Paris où il est mort le 20 décembre 1933, est un footballeur français évoluant au poste d'ailier gauche.

## Biographie
Robert Ernest Dufour naît le 16 août 1901 à l'hôpital Saint-Louis situé dans le 10e arrondissement de Paris. Ses parents sont Emile Auguste Dufour, garçon d'hôtel alors âgé de 38 ans, et Henriette Félicité Certain, cuisinière âgé de 39 ans. La famille loge au 20 rue Pasteur, à Pantin (Seine).
Le 24 novembre 1921 à Saint-Ouen (Seine), Robert Dufour épouse Catherine Jeanne Dionisotti, couturière âgée de 25 ans née Chêne-Bourg (Suisse). À cette époque, Robert Dufour et son épouse sont respectivement domiciliés au 20 rue Edgar Quinet et au 3 passage Marie à Saint-Ouen. Il exerce la profession de mécanicien.
Robert Dufour effectue son service militaire entre le 1er avril 1921 et le 1er avril 1923. Il est d'abord incorporé au 158e régiment d'infanterie avant d'être intégré au 155e régiment d'infanterie à partir du 20 juillet 1921. Il est renvoyé dans ses foyers le 15 mai 1923. Les documents militaires le décrivent comme un homme mesurant 1 mètre 73, avec un visage ovale, des yeux bleus et des cheveux châtains.
À partir du 19 mai 1932, Robert Dufour réside au 62 avenue Philippe-Auguste à Paris.
Robert Dufour décède le 20 décembre 1933 au 63 avenue de la Motte-Picquet à Paris.

## Carrière
Robert Dufour évolue à l'Olympique de Paris de 1923 à 1924. À l'issue de cette saison, il connaît sa première  sélection en équipe de France de football. Il affronte sous le maillot bleu lors d'un match amical l'équipe de Hongrie de football le 4 juin 1924. Les Hongrois s'imposent sur le score de 1 à 0.